# Silene conformifolia
Silene conformifolia là loài thực vật có hoa thuộc họ Cẩm chướng. Loài này được Preobr. ex Schischk. miêu tả khoa học đầu tiên.